# حصن أبو شعر
حصن أبو شعر ويُعرف أيضاً باسم دير أبو شعر أو دير أم دهيس هو حصن روماني قديم على ساحل البحر الأحمر، يقع أقصى جنوب مدينة الجونة وعلى بعد حوالي 20 كم شمال الغردقة بمحافظة البحر الأحمر.

## نظرة عامة
تُشير النقوش الموجودة على البوابة الغربية للحصن أنه بُني في 309/310 م عهد الإمبراطور أوريليوس مكسيميانوس. وكان جزءاً جزء من معسكر عسكري روماني لسرب راكبي الجمال «ألا نوفا ماكسيميانا» الذي يضم حوالي 200 جندي. واستمر استخدامه في عهد الأباطرة غاليريوس وماكسيمينوس الثاني وليسينيوس وقسطنطين العظيم. وانتهت هذه المرحلة في وقت ما قرب نهاية القرن الرابع وبداية القرن الخامس الميلادي لغاية هجره. بعد ذلك، أعاد الرهبان المسيحيون الأقباط استخدام الحصن ككنيسة يبلغ طولها حوالي 22 م في منتصف الجانب الشرقي من مجمع الحصن وثكناته، وبقيوا فيه حتى القرن السادس أو بداية القرن السابع الميلادي. وربما كان الحصن مقصداً للحجاج المسيحيين.

## وصفه
الموقع عبارة عن أطلال حالياً شكلت فيما مضى حصن كبير تبلغ أبعاده 64 م (من الغرب إلى الشرق) في 77 م. وكان لسور الحصن زوايا محصنة. وكانت هناك مداخل على الجانبين الشمالي والغربي. وبداخله توجد الثكنات في الشمال وغرف التخزين والإسطبلات والمقر الرئيسي في الجنوب الغربي.

## أعمال التنقيب
عثر فريق ستيفن سايدبوتهام على 1126 قطعة نسيج بالموقع أثناء عمليات التنقيب التي أجراها هناك في فترة 1987-1993. كما أسفرت أعمال التنقيب على العثور على بئر على بعد حوالي 1 كم غرب الحصن وهيدروما [الإنجليزية] (محطة مياه) في منطقة أبو شعر القبلي. تأسست الهيدريوما في القرن الثاني الميلادي ولكنها ظلت قيد الاستخدام وخدمت الحصن الروماني حتى وقت متأخر.